# Šeki Bihorac
Šeki Bihorac (serbisk kyrilliska: Шеки Бихорац) eller bara Šeki, född i Sjenica, Serbien (forna Jugoslavien) är en bosniakisk sångare som började sin musikkarriär i Sarajevo. Vid nyår 2005 uppträdde han i Sölvesborg i Sverige tillsammans med Jana.

## Diskografi
- Ne zovite doktore (1990)
- Što ne svićeš rujna zoro (1993)
- Ti si meni bila sve (2001)
- Kreni, kreni (2003)
- Maloljetnja (2005)
- Uživo (2006)
- Mnoge žene ljubio... (2007)